# Казимир фон Бранденбург-Кулмбах
Казимир фон Бранденбург-Кулмбах (на немски: Kasimir von Brandenburg-Kulmbach; * 27 декември 1481, Ансбах; † 21 септември 1527, Буда) от род Хоенцолерн, е маркграф на Бранденбург-Кулмбах от 1515 до 1527 г.

## Живот
Той е най-възрастният син на маркграф Фридрих II (1460 – 1536) и София Ягелонка (1464 – 1512), дъщеря на крал Кажимеж IV Ягелончик.
През 1498 г. Казимир замества баща си под ръководството на съветници. През 1515 г. Казимир и брат му Георг свалят баща си Фридрих II и го държат затворен 13 години до 1527 г. в замъка Пласенбург над Кулмбах.
На 25 август 1518 г. Казимир се жени на имперското събрание в Аугсбург за принцеса Сузана Баварска (1502 – 1543), дъщеря на Албрехт IV, херцог на Бавария и съпругата му ерцхерцогиня Кунигунда Австрийска, дъщеря на император Фридрих III. На голямата сватба присъства и нейният чичо император Максимилиан I.
През 1520 г. той участва при короноването на Карл V в Аахен. При короноването на по-късния немски крал император Фердинанд през 1527 г. за бохемски крал тежкоболният Казимир се включва в похода в Унгария против Янош Заполски. През юли 1527 г. той влиза в Буда. Там умира при присъствието на брат му Георг и крал Фердинанд, на които доверява опекунството над своя петгодишен син Албрехт Алкибиадес. Брат му Георг трябва да управлява княжеството Кулмбах до пълнолетието на Албрехт през 1541 г.
След смъртта му вдовицата Сузана Баварска се омъжва през 1529 г. за пфалцграф Отхайнрих от Пфалц-Нойбург († 1559).

## Деца
Казимир и Сузана имат децата:
- Мария (1519 – 1567)

∞ 1557 курфюрст Фридрих III фон Пфалц (1515 – 1576)
- Катарина (1520 – 1521)
- Албрехт Алкибиадес (1522 – 1557), маркграф на Бранденбург-Кулмбах
- Кунигунда (1524 – 1558)

∞ 1551 маркграф Карл II фон Баден-Дурлах (1529 – 1577)
- Фридрих (*/† 1525)